# Crisia fistulosa
Crisia fistulosa is een mosdiertjessoort uit de familie van de Crisiidae. De wetenschappelijke naam van de soort is, als Crisidia fistulosa, voor het eerst geldig gepubliceerd in 1867 door Heller.